# فرانكو إيبارا
فرانكو إيبارا (بالإسبانية: Franco Ibarra)‏ هو لاعب كرة قدم أرجنتيني، ولد في عام 2001، في تيغري في الأرجنتين. لعب مع أرجنتينوس جونيورز.

## وصلات خارجية
- فرانكو إيبارا على موقع الدوري الأمريكي (الإنجليزية)
- فرانكو إيبارا على موقع قاعدة بيانات كرة القدم.إي يو (الإنجليزية)
- فرانكو إيبارا على موقع Soccerway.com (الإنجليزية)
- فرانكو إيبارا على موقع عالم كرة القدم.نت (الإنجليزية)